# ГЕС-ГАЕС Моралетс
ГЕС-ГАЕС Моралетс (ісп. Moralets) — гідроелектростанція на північному сході Іспанії. Становить верхній ступінь каскаду у сточищі річки Ногера-Рібагорсана (права притока Сегре, яка, своєю чергою, є лівою притокою Ебро), що дренує південний схил Піренеїв.
Верхній резервуар станції створений на правій притоці Ногера-Рібагорсана річці Ріу-Льяусет. Його утримує аркова гребля висотою 89 метрів та довжиною 300 метрів, на спорудження якої пішло 220 тис. м3 бетону. В результаті на місці невеликого природного озера створили водойму об'ємом 15 млн м3. Як нижній резервуар використовується водосховище Басерка, споруджене на самій Ногера-Рібагорсана. Його утримує аркова гребля висотою 86 метрів та довжиною 330 метрів, яка потребувала 230 тис. м3 матеріалу.
Вода із верхнього резервуара подається по дериваційному тунелю довжиною 3,7 км та діаметром 4,9 метра, який у гірському масиві правобережжя Ногера-Рібагорсана переходить у напірний водогін довжиною 1 км та діаметром 2,85 метра. У схему також входить верхній балансуючий резервуар шахтного типу висотою 170 метрів та діаметром 4 метри. Для доступу до нього та греблі довелось прокласти дорогу довжиною 17 км, що виводить до двох технічних тунелів довжиною 1,5 та 1,1 км.
Підземний машинний зал станції має розміри 70 1 5 метрів та висоту 18 метрів. Крім того, під землею споруджене окреме приміщення для трансформаторного обладнання. Зал обладнано трьома оборотними гідроагрегатами загальною потужністю 200 МВт, які працюють при напорі від 706 до 799 метрів. Вони виробляють 300 млн кВт·год електроенергії на рік, з яких 25 млн кВт·год за рахунок природного припливу.
У 2010-х роках можлива реалізація проєкту із встановлення двох додаткових агрегатів загальною потужністю 400 МВт, що супроводжуватиметься збільшенням напруги ЛЕП, яка пов'язує станцію з енергосистемою, із 220 до 400 кВ.